# Великденче (Кырджалийская область)
Великденче (болг. Великденче) — село в Болгарии. Находится в Кырджалийской области, входит в общину Джебел. Население составляет 126 человек.

## Политическая ситуация
В местном кметстве Великденче, в состав которого входит Великденче, должность кмета (старосты) исполняет Сезгин Сюлейман Ахмед (Движение за права и свободы (ДПС)) по результатам выборов.
Кмет (мэр) общины Джебел — Бахри Реджеб Юмер (Движение за права и свободы (ДПС)) по результатам выборов.